# السودان (قبيلة)
السودان وواحدهم سويدي قبيلة عربية من قبائل حلف بني ياس، وهم أول من أسس مدينة الدوحة عاصمة قطر. ينتشر أفراد القبيلة في الإمارات العربية المتحدة ودولة قطر و العراق و السعودية و الكويت و البحرين و عمان و الاحواز .

## نسب القبيلة
السودان هم ذرية المقداد بن عمرو. وقد نسبهم البعض إلى كندة معتمدين على أن أبناء القبيلة يعتزون ب«أولاد المقداد» والمقداد ليس من قبيلة كندة، وإنما هو من قضاعة. ولتوضيح اللبس حول المقداد نقول: المقداد بن الأسود المعروف ب«الكندي» ليس من كندة، وإنما نُسب إلى كندة؛ لأنه سكن حضرموت قبل الإسلام فوقع خصام بينه وبين ابن شمر بن حجر الكندي فضربه المقداد برجله وهرب إلى مكة؛ فتبناه الأسود بن عبد يغوث بن وهب «بن زهرة بن قصي بن كلاب من قريش» خال رسول الله صلى الله عليه وسلم وتزوَّج أمه. وهو:
أبو اليقظان المقداد بن عمرو بن ثعلبة بن مالك بن ربيعة بن ثمامة بن مطرود بن عمرو بن سعيد بن دهير بن لؤي بن ثعلبة بن مالك بن الشريد بن أبي أهون بن قاس بن دريم بن القين بن أهون بن بهراء بن عمرو بن الحاف بن قضاعة بن مالك بن عمرو بن مرة بن زيد بن مالك بن حمير بن سبأ «القحطاني»؛
فهو إذاً من قضاعة، وتزوج ضباعة بنت الزبير بن عبد المطلب، ابنة عم الرسول صلى الله عليه وسلم وتزوجها بعد الهجرة إلى الحبشة، وكان من الأبطال المعروفين، وفارسَ رسول الله صلى الله عليه وسلم يوم بدر، ورافق المقدادالحق إلى أن مات؛ فقد كان مع الإمام علي بن أبي طالب - رضي الله عنه- في جميع أدواره، وقلبُه كَزُبَر الحديد، وكان ذا شأن ومكانة في ظهور الإسلام، ولاقى في سبيل الله ما لاقاه أصحابُه من المسلمين الأوائل، وهو أول من قاتل على فرس في سبيل الله.
قال شَريك، عن أبي ربيعة الإيادي، عن عبد الله بن بُرَيدةَ، عن أبيه، عن النبي صلى الله عليه وسلم قال: «أمرني اللهُ -عزَ وجلَ- بحب أربعة من أصحابي وأخبرني أنه يُحبُّهم منهم: عَليّ، وأَبو ذرّ، وسَلْمان، والمِقْداد». وفي مسند الإمام أحمد لِبُريدة: قال رسول الله عليه وسلم: «عليكم بِحُبّ أربعةٍ: عَلّيٍ، وأبي ذَرٍّ، وسَلمانَ، والمقدادِ». والمقداد بن عمرو هو الذي قال لرسول الله صلى الله عليه وسلم في وقعة بدر: «لو أمرتَنا أن نخوض جمر الغضا، وشوك الهراس لخضنا معك يا رسـول الله» وكان متفانياً في حب الإمام علي بن أبي طالب - رضي الله عنه- أمير المؤمنين ونصرته؛ ومن ذلك قوله للإمام علي رضي الله عنه: «يا علي بِمَ تأمرني؟ والله إنْ أمرتَني لأضربنَّ بسيفي، وإنْ أمرتَني كففتُ» فأجابه الإمام علي - رضي الله عنه-: "كفَّ يا مقداد، واذكر عهدَ رسول الله صلى الله عليه وسلم وما أوصاك به". والمقداد عَدَل عن لقبه «الكندي» ولم ينتسب إلى الأسود بعدما نزلت الآية تقول: ﴿ادْعُوهُمْ لِآبَائِهِمْ هُوَ أَقْسَطُ عِنْدَ اللَّهِ فَإِنْ لَمْ تَعْلَمُوا آبَاءَهُمْ فَإِخْوَانُكُمْ فِي الدِّينِ وَمَوَالِيكُمْ وَلَيْسَ عَلَيْكُمْ جُنَاحٌ فِيمَا أَخْطَأْتُمْ بِهِ وَلَكِنْ مَا تَعَمَّدَتْ قُلُوبُكُمْ وَكَانَ اللَّهُ غَفُورًا رَحِيمًا ٥﴾(سورة الأحزاب، الآية 5).

### نسب آخر
- سويد بن نهد بن زيد بن ليث بن سُود بن أسلم بن الحافي بن قضاعة.[4]
- من سبيع بن جعدة بن كعب بن ربيعة بن عامر بن صعصعة.[4]
- من زهران بن كعب بن الحارث بن كعب بن عبدالله بن مالك بن نصر بن الازد.[5]

### أفخاذ القبيلة (في الإمارات)
1. فخذ آل سالمين وفيهم مشيخة قبيلة السودان عموماً.
2. ٰ فخذ آل شيبان أبناء عم آل سالمين
3. فخذ آل جبر وهم أكبر فخذ في قبيلة السودان بعدد العشائر، (ملاحظة: ولقد استقر آل جبر في الخان؛ الشارقة، ودبي، وأبو ظبي، ولهم أبناء عمومة في البحرين وقطر حتى الوقت الحالي، وهم أبناء عم آل خلف وغيرهم كثير).
4. فخذ القريشات ومنهم قوم بن جرش حكام الخان.
5. فخذ الزمامة ومنهم أحمد خليفة السويدي مستشار الشيخ زايد بن سلطان آل نهيان - وزير الخارجية الأسبق.
6. فخذ السويعدات
7. فحذ آل جبران
8. فخذ آل طريف
9. فخذ السويعدات
10. فخذ آل خلف. أبناء عم آل جبر
11. فخذ قوم بن عتيج
12. فخذ قوم بن شكر
13. فخذ قوم بن سبت
14. 'فخذ قوم بالرمثة
15. فخذ قوم بن راشد

## التاريخ
مع مطلع القرن العشرين، بلغ عدد أفراد السودان المستقرين حوالي 405 منازل في أبوظبي والبطين، و250 منزلاً في دبي، و300 منزل في الشارقة، و12 منزلاً في عجمان. كما استوطنت العائلة جزر الخليج العربي، حيث كان لديها حوالي 20 منزلاً في أبو موسى، و40 عائلة في جزيرة سيري. بلغ عدد أفراد القبيلة حوالي 5000 نسمة، واستقر معظمهم في المناطق الساحلية من الإمارات المتصالحة. اعتمد السودان في معيشتهم على صيد الأسماك واللؤلؤ، ولم تكن لديهم بساتين نخيل في الواحات الداخلية.

### الارتباط ببني ياس
في أبوظبي، يرتبط السودان ارتباطًا وثيقًا ببني ياس، وكانت والدة الشيخ زايد بن خليفة آل نهيان من السودان. تزوج من ابنة شيخ السودان، سلطان بن ناصر السويدي. ومن السودان، خطرت فكرة بناء حصن في الزوراء بعجمان، لتعزيز نفوذه وبناء جسر يربطه بالإمارات الشمالية. في عام ١٨٩٧، طلب قسم من السودان، بقيادة سلطان بن ناصر، الإذن بالاستيطان في الزوراء بدعم من زايد، والذي منحه المقيم البريطاني.
وإذ شعر حاكم عجمان بالقلق من هذه الخطة، بنى حصنًا على أحد الممرات المائية التي تربط الزوراء بالبر الرئيسي (كانت جزيرة آنذاك). في عام ١٨٩٠، ناشد حاكم الشارقة، الشيخ صقر بن خالد القاسمي، المقيم البريطاني منع إنشاء معقل غير قاسمي في أراضيه. بعد تأييد هذا القرار، مما أثار استياء زايد الذي رأى في الزوراء امتدادًا لمطالبته بالساحل الشمالي، تم التخلي عن المخطط، وتم تأييد قرار عرقلته لاحقًا بعد زيارة الرائد بيرسي كوكس، المقيم السياسي البريطاني، للزوراء.
لعب السودان دورًا رئيسيًا في الشؤون السياسية لأبو ظبي، حيث قاد الشيخ أحمد بن خليفة السويدي المعارضة لتولي شخبوط بن سلطان الحكم، عندما طُرح هذا الاقتراح على العائلة، وقاد الأعيان لدعم هزاع بن سلطان بدلاً منه.
في عام 1829، استوطن حوالي 400 سويدي منطقة ديرة، على الجانب المقابل لخور دبي، وكانوا قد غادروا الشارقة عام 1826 بعد خلاف مع الحاكم الشيخ سلطان بن صقر القاسمي.

### السودان في قطر
استوطن أفراد من قبيلة السودان من أبوظبي في بدع على الساحل الشرقي لقطر عام ١٧٦٦. في عام ١٨٠١، اشتبه الممثل البريطاني في مسقط، ديفيد سيتون، بتورط القبيلة في أعمال قرصنة، فأبحر مع سلطان مسقط لقصف بدع، لكن المياه كانت ضحلة جدًا بحيث لم تسمح لزورقه الحربي بالاقتراب من مرمى النيران.
في فبراير ١٨٤١، وبعد الاشتباه في إيواء السودان للقرصان جاسم بن جابر (المعروف باسم الرقراقي) في بدع، وصل سرب بريطاني لمعاقبة زعيمها، سليمان بن ناصر السويدي. وعندما أطلق البريطانيون بضع طلقات نارية على المدينة، دفع سليمان غرامة نقدية ومجوهرات، وسلّم سفينة الرقراقي التي أُضرمت فيها النيران. في مايو 1843 انتقل عيسى بن طريف، زعيم قبيلة آل بن علي والشيخ السابق لحويلة، إلى البدع وأجبر السودان شبه المفلس على مغادرة البدع والاستقرار في لنجة.